# لووتشکی
لووتشکی (به چکی: Loučky) یک منطقهٔ مسکونی در جمهوری چک است که در ناحیه سمیلی واقع شده‌است. لووتشکی ۱۵۱ نفر جمعیت دارد و ۴۲۴ متر بالاتر از سطح دریا واقع شده‌است.